# Jammerland Bugt
Jammerland Bugt är en vik i Danmark.   Den ligger i Region Själland, i den sydöstra delen av landet, 90 km väster om Köpenhamn.
Jammerland Bugt är en del av Stora Bält. Den ligger mellan halvöarna Asnæs och Reersø.